# Les Histoires tragiques de nostre temps

Les Histoires mémorables et tragiques de nostre temps est un recueil d'histoires de François de Rosset, paru en 1614. Le titre, dans l'édition de 1619, revue et augmentée, est Les Histoires memorables et tragiques de ce temps où sont contenues les morts funestes et lamentables de plusieurs personnes, arrivees par leurs ambitions, amours desreiglees, sortileges, vols, rapines et autres accidents divers.
La particularité de ces récits baroques est d'être brefs, linéaires (exempts de digressions) et riches en coups de théâtre. Ils sont caractérisés par une violence omniprésente, de nombreuses descriptions de morts et de punitions et par une morale présente dans chaque histoires, souvent explicitée à la fin de celles-ci. Ils sont la consécration d'un genre né au siècle précédent, mais qui, bien que mineur, connaît encore un très vif succès au XVIIe siècle. L'ouvrage est réédité plus de trente fois au cours du siècle et il est traduit en hollandais, en anglais et en allemand.

## Contenu
- Histoire I : Des enchantements et sortilèges de Dragontine, de sa fortune prodigieuse et de sa fin malheureuse.
- Histoire II : De la mort tragique arrivée à un seigneur de Perse pour avoir trop légèrement parlé, et de la fin lamentable de son fils voulant venger la mort de son père.
- Histoire III : De l'horrible et épouvantable sorcellerie de Louis Goffredy, prêtre de Marseille.
- Histoire IV : Le funeste et lamentable mariage du valeureux Lyndorac et de la belle Calliste, et des tristes accidents qui en sont procédés.
- Histoire V : De l'exécrable docteur Vanini, autrement appelé Luciolo et de ses horribles impiétés et blasphèmes abominables, et de sa fin enragée.
- Histoire VI : Alidor, gentilhomme de Picardie, après la mort de sa maîtresse, en fait faire deux portraits, l'un mort et l'autre vif, et va confiner ses  jours aux déserts de la thébaïde.
- Histoire VII : Des amours incestueuses d'un frère et d'une sœur, et de leur fin malheureuse et tragique.
- Histoire VIII : De la constante et désespérée résolution d'un gentilhomme et d'une demoiselle.
- Histoire IX : De la cruauté d'un frère exercée contre une sienne sœur pour une folle passion d'amour.
- Histoire X : D'un démon qui apparaissait en forme de damoiselle au lieutenant du chevalier du guet de la ville de Lyon. De leur accointance charnelle, et de la fin malheureuse qui en succéda.
- Histoire XI : De la mort tragique du malheureux Mélidor et de la belle Clymène, et de la fin funeste et lamentable du généreux Polydor, après avoir exercé une sévère vengeance contre sa femme et son adultère.
- Histoire XII : D'un homme qui, après avoir demeuré vingt ans aux galères, est reconnu par son fils, de ce qui en advint, et autres choses dignes de remarques.
- Histoire XIII : Des aventures tragiques de Floridan et de Lydie.
- Histoire XIV : De la cruelle vengeance exercée par une demoiselle sur la personne du meurtrier de celui qu'elle aimait.
- Histoire XV : Du parricide d'un gentilhomme commis en la personne de son père, et de sa malheureuse fin.
- Histoire XVI : De l'abominable péché que commit un chevalier de Malte assisté d'un moine, et de la punition qui s'en ensuivit.
- Histoire XVII : Des cruautés de Lystorac et de sa fin funeste et tragique.
- Histoire XVIII : De la conjuration de Baïamont Tiepolo, gentilhomme vénitien, contre sa patrie, et de sa fin malheureuse.
- Histoire XIX : Flaminie, dame romaine, pour épouser son amoureux, fait mourir Altomont, son mari, et de ce qui en advint.
- Histoire XX : Des horribles excès commis par une religieuse à l'instigation du diable.
- Histoire XXI : De la mort pitoyable du valeureux Lysis.
- Histoire XXII : Des barbaries étranges et inouïes d'une mère dénaturée.
- Histoire XXIII : De la cruauté d'une femme exercée sur son mari, de sa fin malheureuse et de celle de son amoureux.

## Postérité
L'Histoire X, D'un démon qui apparaissait en forme de damoiselle au lieutenant du chevalier du guet de la ville de Lyon. De leur accointance charnelle, et de la fin malheureuse qui en succéda, fut la source de deux histoires fantastiques qui apparurent respectivement sous la plume de Jan Potocki dans Le Manuscrit trouvé à Saragosse (1804), au chapitre « La dixième journée de la vie d'Alphonse van Worden », sous le titre Histoire de Thibaud de la Jacquière, et sous la plume de Charles Nodier dans son récit Infernaliana (1822), sous le titre Aventures de Thibaud de la Jacquière.

### Rééditions
- Les Histoires mémorables et tragiques de ce temps, édition établie, présentée et annotée par Anne de Vaucher Gravili, Librairie générale française 1994 - Le Livre de Poche, coll. « Bibliothèque classique » n° 703, 1994  (ISBN 2-253-90703-0).